# Петиція
Пети́ція (лат. petitio) — індивідуальна або колективна вимога, звернення, пропозиція, скарга, прохання, клопотання, яка подається в органи державної влади у письмовій формі.
Поява інституту направлення петицій до органів публічної влади на початковому своєму етапі була зумовлена природною реакцією окремих верств населення на деспотизм авторитарної влади та спочатку існувала як стихійний громадський рух. Лише з часом направлення звернень отримало своє конституційно-правове закріплення з урахуванням національних політичних, правових та історичних особливостей тих чи інших держав. На сьогодні загальновизнаним конституційним стандартом фактично у всіх демократичних державах є зобов'язання органів публічної влади та їх посадових і службових осіб розглядати звернення та ініціативи громадян, а також їх об'єднань та надавати щодо них обґрунтовану відповідь у встановлений законодавством строк.
У деяких країнах петиція може подаватися не лише громадянином, але і будь-якою особою (як особисто, так і спільно з іншими людьми). На право подавати петицію також можуть бути встановлені обмеження для деяких категорій громадян (наприклад, для військовослужбовців в Іспанії).

## Велика Британія
Країною, в якій вперше було врегульовано право громадян на напрямок петицій до органів влади є Велика Британія, яку цілком обґрунтовано в науці конституційного права прийняти вважати батьківщиною конституціоналізму. Фактично всі ключові для становлення британської державності конституційні акти - Велика Хартія Вольностей 1215, Петиція про права 1628 року і Білль про права 1689 року були прийняті монархом під консолідованим тиском спочатку представників дворянства, а потім буржуазії.

## США
Сполучені Штати Америки є країною, яка має доволі потужне конституційно-правове регулювання направлення звернень громадян у формі петицій до органів публічної влади. Направлення американськими громадянами індивідуальних або колективних клопотань до органів публічної влади для підтримки або на противагу певному нормативно-правовому акту є історично першою та найбільш поширеною формою впливу громадськості на прийняття нормативно-правових актів у США. Саме право петицій гарантоване першою поправкою до Конституції США.

## Франція та Німеччина
У ФРН функціонує Комітет Бундестагу з петицій (Petitionsausschuss) для розгляду клопотань та скарг, яких надходить від 20 до 50 тисяч протягом скликання. За роки свого існування зазначений комітет зарекомендував себе як інституційний посередник між парламентом та громадянами у вирішенні нагальних питань нормативно-правового характеру. Комітет з петицій фактично відіграє роль колективного омбудсмана у ФРН.
У Франції петиції розподіляє по компетентних комітетах голова Національних зборів (нижньої палати парламенту), яка вже приймає рішення (відправляє в іншу комісію, відповідному міністрові для ухвалення рішення, не робить жодних дій або представляє на розгляд Національних зборів).

## Європейський Союз
Кожен громадянин або мешканець Європейського Союзу, а також будь-яка компанія, організація чи асоціація з головним офісом в одній з держав-членів, має право індивідуально або разом з іншими, звертатися до Європейського Парламенту зі скаргою щодо будь-якого питання в межах повноважень Спільноти (статті 21 та 194 Договору про заснування Європейської Спільноти), яке стосується скаржника безпосередньо.
В Європейському Союзі право подавати петиції до Європейського парламенту було передбачене ще Маастрихтським договором 1992 року. Право петиції було запроваджено для того, щоб громадяни ЄС та особи, які постійно проживають в Європейському Союзі, мали можливість у більш простій формі звертатися до органів публічної влади ЄС із побажаннями та скаргами.
Усі запити надходять у парламентський комітет з петицій, який вирішує, чи є вони прийнятними для подальшого розгляду. За потреби комітет може звернутися з запитанням до омбудсмена. Для формування свого висновку за петицією, яку прийняли до розгляду, комітет може просити Європейську Комісію надати йому необхідні документи або інформацію.
Згідно з новим положенням статті 21, внесеним Амстердамським договором, кожен громадянин Союзу має право звертатися з письмовими запитами в усі установи Союзу, зокрема, і в Комітет регіонів, Соціально-економічний комітет і до омбудсмена будь-якою з офіційних мов Союзу (а також ірландською) та отримати письмову відповідь цією ж мовою.

## Україна

### Історія
Практика подання петицій має певні історичні традиції в Україні, зокрема, на територіях, що входили до складу Російської імперії. За умов абсолютної монархії клопотання гласних земських зібрань протягом другої половини ХІХ — початку ХХ ст. припустимо визначити своєрідною альтернативою колективним петиціям, квазі-петиціями. Дослідники земських клопотань ще у ХІХ ст. були переконані в тому, що усі найважливіші закони 1879—1889 рр. або було прийнято завдяки ініціативі земських гласних, або ґрунтувалися переважно на матеріалах земських клопотань. Значна кількість земських клопотань сприяла формуванню усталеної соціальної практики звернень підданих до органів державної влади та наближала перспективу отримання ними права на петицію.
Окрім масових акцій соціального протесту і сорокарічна практика клопотань гласних підготувала ґрунт для Височайшого наказу «О возложении на Совет Министров, сверх дел, ему ныне подведомственных, рассмотрения и обсуждения поступающих на Высочайшее Имя от частных лиц и учреждений видов и предположений по вопросам, касающимся усовершенствования государственного благоустройства и улучшения народного благосостояния» від 18 лютого 1905 р., яким підданим надавалося право петицій. Однак, у тексті «Основных Государственных Законов Российской империи» від 23 квітня 1906 р. право петицій не закріплено.

### Сучасність
Першим органом державної влади України, який практично втілив у життя вказане законодавче положення, став глава держави. Так, 28 серпня 2015 року запрацював спеціальний розділ «Електронні петиції» вебсайту Президента України, доступний за електронною адресою petition.president.gov.ua. Відповідно до чинного законодавства України особливою формою колективного звернення громадян до Президента України, Верховної Ради України, Кабінету Міністрів України, органу місцевого самоврядування є електронна петиція, яка подається та розглядається в порядку, передбаченому статтею 23-1 Закону України «Про звернення громадян». З електронними петиціями громадяни можуть звернутися до Президента України, Верховної Ради України, Кабінету Міністрів України, органу місцевого самоврядування через офіційний вебсайт органу, якому вона адресована, або вебсайт громадського об'єднання, яке здійснює збір підписів на підтримку електронної петиції. Електронна петиція, адресована відповідно Президенту України, Верховній Раді України, Кабінету Міністрів України, розглядається у особливому порядку за умови збору на її підтримку не менш як 25000 підписів громадян протягом не більше трьох місяців з дня оприлюднення петиції. Вимоги до кількості підписів громадян на підтримку електронної петиції до органу місцевого самоврядування та строку збору підписів визначаються статутом територіальної громади. Особливий порядок розгляду петицій, які набрали належну кількість підписів, визначається актами адресатів петиції. Якщо петиція не набрала необхідної кількості підписів, її розглядають в порядку, встановленому законом для звичайних звернень громадян.

### Підстави для відхилення електронної петиції
Електронна петиція не може містити заклики до:
- повалення конституційного ладу;
- порушення територіальної цілісності України;
- пропаганду війни, насильства, жорстокості, розпалювання міжетнічної, расової, релігійної ворожнечі;
- заклики до вчинення терористичних актів, посягання на права і свободи людини.

В Україні про петицію вперше заговорили учасники протестів, які виникли в Києві на Майдані Незалежності з 21 листопада 2013 року. Перші петиції були адресовані до США з проханням втрутитися у ситуацію в Україні і були розміщені на сайті Білого дому.
Першим в Україні запровадити інструмент петиції запропонував координатор громадської кампанії «За відповідальну владу» Ігор Курус
 у законопроєкті «Про вотум недовіри посадовим особам», який дозволяє людям через інструмент петиції — збором підписів, вирішувати долю чиновників і можновладців, які перейшли межі законів і суспільної моралі, як механізм реального застосування п'ятої статті Конституції України. Законопроєкт про онлайн-петиції був презентований, а пізніше зареєстрований у Верховній Раді. Пізніше цей законопроєкт було відкликано на користь аналогічного законопроєкту, поданого Президентом України і прийнятого у липні 2015 року.
На виконання цього закону 28 серпня 2015 року Президент України видав Указ «Про Порядок розгляду електронної петиції, адресованої Президентові України» [Архівовано 7 вересня 2015 у Wayback Machine.], згідно з яким вже наступного дня на офіційному сайті президента було запущено сервер петицій. Згідно з положенням Петиція розглядається у разі залучення на її підтримку не менш як 25 000 підписів громадян протягом не більше трьох місяців з дня її оприлюднення. Першою петицією, що досягла необхідної кількості голосів, стала петиція від Української асоціації власників зброї, в якій вимагається законодавчо затвердити право громадян України на захист.

## Зовнішні посилання
- Електронні петиції. Офіційне інтернет-представництво Президента України